# Агроном (Краснодарский край)
Агроно́м — посёлок в Динском районе Краснодарского края России. Административный центр Мичуринского сельского поселения.

## География
Железнодорожная станция Агроном на линии «Краснодар—Тихорецкая». Пригородные поезда. До Динской — 10 км, до Краснодара — 17 км. Посёлок расположен на полого-волнистой Кубанской равнине, в южной части степной зоны, с умеренно-континентальным климатом.

## История
Название посёлок получил по имени совхоза. Образовался в 1929 году. История формирования поселения связана с рекой. В бассейне 1-й речки Кочеты находилось несколько небольших хуторов и усадьбы генералов Мазана и Бабочкина, на их месте после Великой Октябрьской революции 1917 года было образовано товарищество по выращиванию эфиро-масляничных культур «ТЭЖЭ». В 1928 году под руководством большевика-двадцатипятитысячника Ковалёва А. П. На базе этого хозяйства был организован совхоз. Впоследствии хозяйство меняло свои названия: совхоз им. Муралова, совхоз № 58 Азово-Черноморского «Садвинтреста», совхоз «Агроном», ОАО «Агроном». Датой основания хозяйства является 29.10.1929 года. С 1936 года хозяйство специализируется на выращивании плодов (яблоки, вишня, черешня, слива, груша, алыча) и ягод (клубника).

## Население
| 2002 | 2010  | 2021  |
| ---- | ----- | ----- |
| 3771 | ↗3800 | ↗4348 |

## Экономика
Садоводство (яблоки, нектарины, вишня, черешня, слива, груша, алыча). В 2014 году в посёлке открыт универсам Магнит (сеть магазинов). Внутреннее название магазина — «Вселенная».

## Социальная инфраструктура
В посёлке располагается отделение Сбербанка, почтовое отделение, поликлиника, 2 общеобразовательные школы, детский сад, Дворец культуры, парк, Церковь Благовещения Пресвятой Богородицы, спорткомплекс.